# 모지레

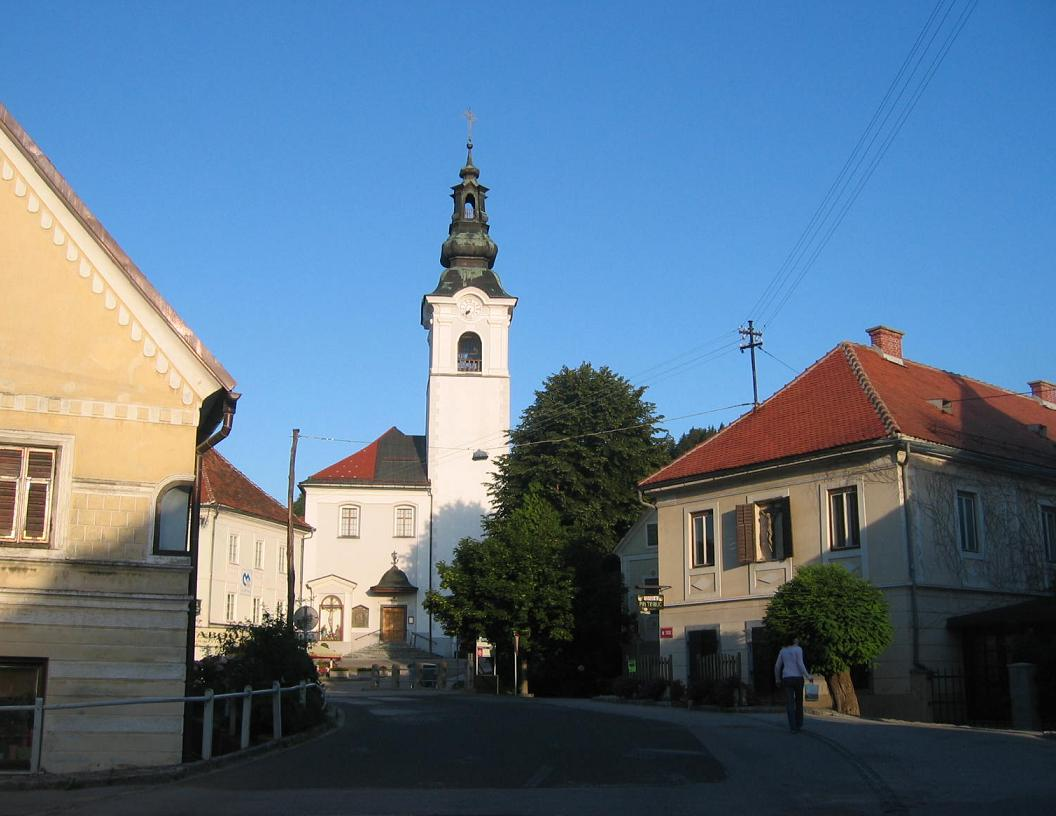
모지레

모지레의 위치

모지레(슬로베니아어: Mozirje, 독일어: Prassberg 프라스베르크[*])는 슬로베니아의 도시로 면적은 53.5km2, 높이는 340m, 인구는 3,946명(2002년 기준), 인구 밀도는 73.8명/km2이다.